# Martin Dempsey
Martin Edward Dempsey va ser el President de l'Estat Major Conjunt dels Estats Units l'1 d'octubre de 2011 al 24 de setembre de 2015. Es va convertir en el cap de l'Estat Major Conjunt, després de servir més recentment com a cap de l'Exèrcit de la 37a Gabinet. Així mateix també es va exercir com a comandant interí del Comandament Central dels Estats Units.